# Instituto Nacional de Biotecnologia Estrutural e Química Medicinal em Doenças Infecciosas
O Instituto Nacional de Biotecnologia Estrutural e Química Medicinal em Doenças Infecciosas (INBEQMeDI - INCT/CNPq) é uma iniciativa conjunta resultante de projetos de colaboração existentes focados no desenvolvimento de estudos estruturais e biológicos em alvos moleculares específicos em microorganismos associados com doenças tropicais negligenciadas, tendo como objetivo o desenvolvimento de novos candidatos a fármacos para o tratamento de doenças endêmicas, tais como leishmaniose, esquistossomose, doença de Chagas e malária.
O INBEQMeDI foi selecionado pela Organização Mundial da Saúde, através de seu Programa de Pesquisas em Doenças Tropicais (TDR), como Centro de Referência Mundial de Química Medicinal em Doença de Chagas.
Sobre instituições e laboratórios associados, o INBEQMeDI é liderado pelo Centro de Biologia Molecular Estrutural (CBME) do Instituto de Física de São Carlos (IFSC), da Universidade de São Paulo (USP). Além disso, a este grupo principal, encontram-se grupos associados do DQ-UFSCar, IB-USP, ICB-USP, FMRP-USP, além de dois grupos de jovens pesquisadores, da UEPG e da UFV.

## Instituição sede
O INBEQMeDI tem como sede o Instituto de Física de São Carlos (IFSC-USP) e conta com os pesquisadores listados:
- Glaucius Oliva
- Richard Charles Garratt
- Otávio Henrique Thiemann
- Adriano Defini Andricopulo
- Leila Maria Beltramini
- Ana Paula Ulian de Araujo
- Antonio José da Costa Filho
- Ricardo De Marco
- Nelma Regina Segnini Bossolan

## Histórico
A proposta do INBEQMeDI é encorajada pela iniciativa bem sucedida do "CEPID-FAPESP Centro de Biologia Molecular Estrutural", que desde o ano de 2001 tem conduzido projetos inovadores em biotecnologia estrutural e química medicinal; incluindo desenvolvimento de patentes, transferência de tecnologia e disseminação da ciência através de diversos programas dedicados a alunos e professores do ensino médio, bem como a população em geral. 

## Objetivo
O principal objetivo deste centro é realizar tanto pesquisa aplicada como básica, bem como desenvolvimento tecnológico e educação em ciência para doenças tropicais negligenciadas, que se fundamente em biotecnologia estrutural e química medicinal moderna.
A fim de alcançar estes objetivos, o INBEQMeDI promove uma abordagem multidisciplinar, incluindo a utilização de métodos de Biologia Molecular, Bioquímica, Biologia Estrutural (Cristalografia de Proteínas, NMR multidimensional, Modelagem Molecular e Bioinformática), Química Medicinal baseada tanto em produtos químicos sintéticos quanto naturais, Planejamento de Fármacos, Imunologia Molecular, Biologia celular e Farmacologia. Os projetos incorporados pelo INBEQMeDI foram selecionados com base no seu potencial como alvos para quimioterapia em doenças tropicais. A integração e colaboração com o setor privado é sempre buscada, em particular com companhias farmacêuticas e de biotecnologia e institutos de pesquisa do setor de saúde.
A criação dos institutos conta com parceria da Coordenação de Aperfeiçoamento de Pessoal de Nível Superior (Capes/MEC) e as Fundações de Amparo à Pesquisa do Amazonas (Fapeam), do Pará (Fapespa), de São Paulo (Fapesp), Minas Gerais (Fapemig), Rio de Janeiro (Faperj) e Santa Catarina (Fapesc), Ministério da Saúde e Banco Nacional de Desenvolvimento Econômico e Social (BNDES). 

## Laboratórios associados e pesquisadores
Este centro conta com os laboratórios associados e pesquisadores listados abaixo:
Universidade de São Paulo (USP)
- Faculdade de Ciências Farmaceuticas de Ribeirão Preto - Monica Talarico Pupo
- Faculdade de Medicina de Ribeirão Preto - Angela Kaysel Cruz
- Garcia Malaria Lab - Instituto de Biociências - Célia Regina da Silva Garcia
- Instituto de Ciencias Biomédicas - Ariel Mariano Silber
- Instituto de Química - Shaker Chuck Farah

Universidade Federal de São Carlos (UFSCar)
- Arlene Gonçalves Correa
- Dulce Helena Ferreira de Souza
- Paulo Cezar Vieira

Universidade Estadual de Ponta Grossa - PR
- Jorge Iulek

Universidade Federal de Viçosa – MG
- Juliana Lopes Rangel Fietto